# Andreaea taiwanensis
Andreaea taiwanensis är en bladmossart som beskrevs av Chiang Tzen-yuh 1998. Andreaea taiwanensis ingår i släktet sotmossor, och familjen Andreaeaceae. Inga underarter finns listade i Catalogue of Life.